# 6725 Engyoji
6725 Engyoji eller 1991 DS är en asteroid i huvudbältet som upptäcktes den 21 februari 1991 av de båda japanska astronomerna Shigeru Inoda och Takeshi Urata i Karasuyama. Den är uppkallad efter Engyō-ji.
Den tillhör asteroidgruppen Themis.